# Campo da Imaculada Conceição
Het Campo da Imaculada Conceição is een multifunctioneel stadion in Funchal, een stad in Portugal. 
Het stadion wordt vooral gebruikt voor voetbalwedstrijden, het tweede en derde elftal van de voetbalclub CS Marítimo maakt gebruik van dit stadion. In het stadion is plaats voor 2.000 toeschouwers, hoewel een andere bron van 3500 spreekt. Het stadion werd geopend in 1999.